# Кафтанов Віталій Васильович
Віталій Васильович Кафтанов (нар. 7 червня 1937) — український радянський діяч, новатор сільськогосподарського виробництва, директор радгоспу-комбінату «Вуглегірський» Артемівського району Донецької області. Член ЦК КПУ в 1981—1990 р.

## Біографія
Освіта вища. Член КПРС з 1959 року.
У 1970-х—1990-х рр. — директор свинарського радгоспу-комбінату «Вуглегірський» селища Новолуганське Артемівського району Донецької області. 
Потім — на пенсії у селищі Новолуганське Бахмутського району Донецької області.

## Нагороди
- ордени
- медалі